# Georges Chaudoir
Georges Chaudoir (* 28. Mai 1847 in Liège, Belgien; † 1. Mai 1923 in Cannes, Frankreich) war ein belgischer Gespannfahrer.
Chaudoir war Mitstreiter bei den Olympischen Sommerspielen 1900 in Paris. Er nahm am Gespannfahren in einem Vierspänner mit Pferden teil. Auch wenn das IOC den Wettbewerb des Gespannfahrens zunächst als „nicht-olympischen Wettbewerb“ kategorisierte, so war diese Disziplin offiziell integrierter Bestandteil der Sommerolympiade. Sie wird heute in den Ergebnisdatenbanken des IOC als „Medal Discipline“ (dt. „Medaillendisziplin“) geführt. Welchen Platz genau Chaudoir belegt hatte, wurde nicht notiert, weil er nicht auf die ersten vier gekommen war und somit keine Medaille gewonnen hatte.